# فابين ماير
فابين ماير هي متزلجة جماعية سويسرية، ولدت في 28 نوفمبر 1981 في Altbüron ‏ في سويسرا.

## وصلات خارجية
- فابين ماير على موقع IBSF (الإنجليزية)
- فابين ماير على موقع أوليمبيديا (الإنجليزية)